# William H. Pryor
William Holcombe Pryor, Jr. dit Bill Pryor, né le 26 avril 1962 à Mobile (Alabama), est un juriste et magistrat américain. Il occupe les fonctions de procureur général d'État pour l'Alabama de 1997 à 2004, puis de juge fédéral à la cour d'appel pour le onzième circuit. Il est également membre depuis 2004 de la United States Sentencing Commission.

## Formation
William Holcombe Pryor effectue des études de droit en Louisiane : il est d'abord diplômé de l'université de Louisiane à Monroe où il obtient un Bachelor of Arts, puis il poursuit à l'université Tulane d'où il ressort titulaire d'un diplôme de Juris Doctor (docteur en droit). 

## Carrière
Après une brève expérience d'assistant de justice à La Nouvelle-Orléans auprès d'un juge de la cour d'appel du cinquième circuit, Pryor s'engage pendant sept ans dans des cabinets de droit privés à Birmingham (Alabama). En 1995, il devient assistant du procureur général de l'État d'Alabama, puis devient procureur lui-même en 1997 et jusqu'à 2004. Il occupe également des fonctions d'enseignement dans les facultés de droit des universités de l'Alabama et de Samford.
Il est nommé en 2004 au poste de juge fédéral à la cour d'appel pour le onzième circuit, et préside également la United States Sentencing Commission, une agence nationale chargée d'orienter l'action des juges fédéraux en termes d'application des peines prévues par le droit.
Il est pressenti en 2017 au poste de juge à la Cour suprême, mais le président Donald Trump choisit finalement de désigner Neil Gorsuch à ce poste.